# أليك أيسيجونيس
السير الكسندر أرنولد قسطنطين أيسيجونيس (باليونانية:Αλέξανδρος Αρνόλδος Κωνσταντίνος Ισηγόνης)
(18 نوفمبر 1906 - 2 أكتوبر 1988) هو مصمم سيارات يوناني وحاصل على رتبة الإمبراطورية البريطانية  وعضو بالجمعية الملكية ويحمل الجنسية البريطانية. عرف لتأثيره الكبير في تطوير وتصنيع سيارة الميني الأصلية التي أطلقت من قبل الشركة البريطانية للمحركات (British Motor Corporation) في عام 1959.

## حياته
ولد في عام1906 لمجمتع يوناني أممي في الطرف اليوناني لمدينة سميرنا(الآن تسمى ازمير، تركيا) في الأناضول، أبواه كان من
أصل يوناني وألماني وأخذ الجنسية البريطانية من أباه وأصبح إنكليزي بالمضمون أيضا.

## وصلات إضافية
- Alec Issigonis Automotive Designer (1906–1988) من موقع متحف التصميم في لندن
- Portraits of Alec Issigonis من المعرض الوطني للصور (لندن)